# Peng Bunchay
Peng Bunchay (ប៉េង ប៊ុនឆាយ; 22 aprile 1992) è un calciatore cambogiano, di ruolo portiere.

## Carriera

### Club
Ha giocato nella prima divisione cambogiana.

### Nazionale
Nel 2011 ha giocato una partita di qualificazione alla Coppa d'Asia.

## Statistiche

### Cronologia presenze e reti in nazionale
| Cronologia completa delle presenze e delle reti in nazionale ― Cambogia | Cronologia completa delle presenze e delle reti in nazionale ― Cambogia | Cronologia completa delle presenze e delle reti in nazionale ― Cambogia | Cronologia completa delle presenze e delle reti in nazionale ― Cambogia | Cronologia completa delle presenze e delle reti in nazionale ― Cambogia | Cronologia completa delle presenze e delle reti in nazionale ― Cambogia | Cronologia completa delle presenze e delle reti in nazionale ― Cambogia | Cronologia completa delle presenze e delle reti in nazionale ― Cambogia |
| Data                                                                    | Città                                                                   | In casa                                                                 | Risultato                                                               | Ospiti                                                                  | Competizione                                                            | Reti                                                                    | Note                                                                    |
| ----------------------------------------------------------------------- | ----------------------------------------------------------------------- | ----------------------------------------------------------------------- | ----------------------------------------------------------------------- | ----------------------------------------------------------------------- | ----------------------------------------------------------------------- | ----------------------------------------------------------------------- | ----------------------------------------------------------------------- |
| 23-3-2011                                                               | Male                                                                    | Cambogia                                                                | 0 – 3                                                                   | Tagikistan                                                              | Qual. Coppa d'Asia 2015                                                 | -3                                                                      |                                                                         |
| Totale                                                                  |                                                                         | Presenze                                                                | 1                                                                       |                                                                         | Reti                                                                    | -3                                                                      |                                                                         |